# Quero (Ecuador)
Quero, también conocida como Santiago de Quero, es una ciudad ecuatoriana; cabecera cantonal del cantón Quero en la provincia de Tungurahua. Se localiza al centro de la Región interandina del Ecuador, en la hoya del río Patate, atravesada por el río homónimo, a una altitud de 3038 m s. n. m. y con un clima andino de 15 °C en promedio. Sus coordinadas son 1° 22′ 45.48″ S, 78° 36′ 25.2″ W.
Su población en 2010 era de 2679 habitantes.

## Toponimia
Santiago de Quero lleva el nombre de un pueblo español ubicado en la provincia de Toledo. Fue fundado por Antonio de Clavijo el 25 de julio de 1572, en el lugar que ocupa actualmente el caserío de Pueblo Viejo.

## Historia
Varias parcialidades indígenas poblaron la región de Quero, entre otros los Llimpis, Shaushis, Jaloas, Sabaniags, Hipolongos, Hipolonguitos, Guangalos.
En 1797 fue creada la parroquia eclesiástica. Es muy antigua la devoción a la Virgen del Rosario del Monte, venerada en una ermita del cerro Mulmul junto al arroyo agua amarilla y que pasó a la iglesia parroquial en 1797.
Los terremotos de 1698 y 1797 destruyeron la población que fue reconstruida por el corregidor de Ambato: Bernardo de Darquea en el sitio actual. Durante la colonia los habitantes indígenas se especializaron en el tejido de cobijas y la artesanía de utensilios de madera, como cucharas y bateas.
En 1858 fue elevado a la categoría de parroquia civil, en 1860 pasó a pertenecer al cantón Pelileo y el 29 de mayo de 1891 formó parte del cantón Ambato.
En 1949 sufrió las consecuencias del violento terremoto que asoló a toda la provincia.
El 27 de julio de 1972, bajo el gobierno del General Guillermo Rodríguez Lara, Quero fue elevado a cantón, según decreto ejecutivo n.º 681 del mismo año.

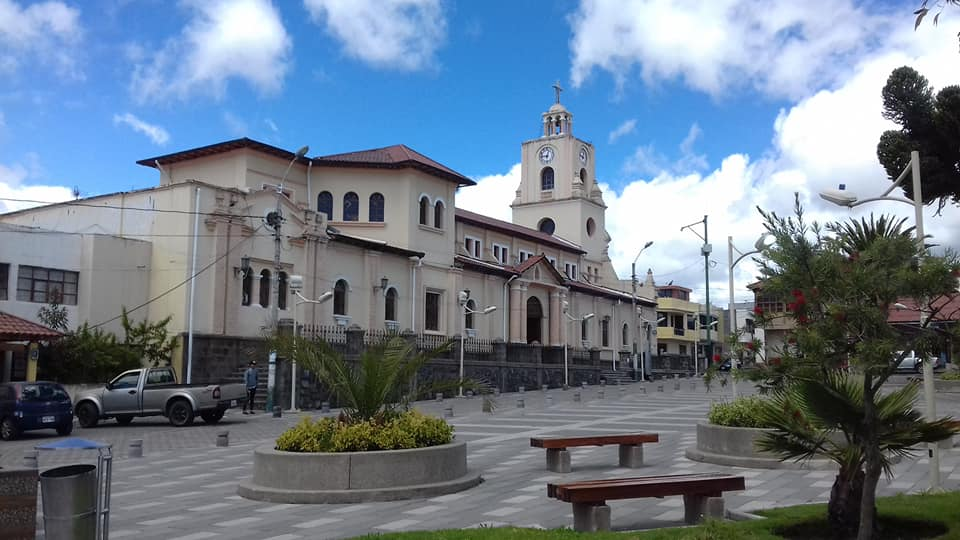
Santuario de Nuestra Señora del Monte

## Geografía
La ciudad de Quero está situada geográficamente a 78° 30′ latitud sur y 1° 15′ longitud oeste, a una altura media de 3.038 m s. n. m., el clima de la zona es agradable, alcanzando temperaturas que fluctúan entre los 12° y 18 °C.
El río principal es el Quero que al terminar el recorrido por el cantón sirviendo en calidad de límites con Cevallos, se denomina Pachanlica.

## Política
Territorialmente, la ciudad de Quero está organizada en una sola parroquia urbana, mientras que existen 2 parroquias rurales con las que complementa el aérea total del cantón Quero. El término "parroquia" es usado en el Ecuador para referirse a territorios dentro de la división administrativa municipal.
La ciudad y el cantón Quero, al igual que las demás localidades ecuatorianas, se rige por una municipalidad según lo previsto en la Constitución de la República. El Gobierno Autónomo Descentralizado Municipal de Quero, es una entidad de gobierno seccional que administra el cantón de forma autónoma al gobierno central. La municipalidad está organizada por la separación de poderes de carácter ejecutivo representado por el alcalde, y otro de carácter legislativo conformado por los miembros del concejo cantonal.
La Municipalidad de Quero, se rige principalmente sobre la base de lo estipulado en los artículos 253 y 264 de la Constitución Política de la República y en la Ley de Régimen Municipal en sus artículos 1 y 16, que establece la autonomía funcional, económica y administrativa de la Entidad.

### Alcaldía
El poder ejecutivo de la ciudad es desempeñado por un ciudadano con título de alcalde del cantón Quero, el cual es elegido por sufragio directo en una sola vuelta electoral sin fórmulas o binomios en las elecciones municipales. El vicealcalde no es elegido de la misma manera, ya que una vez instalado el Concejo Cantonal se elegirá entre los ediles un encargado para aquel cargo. El alcalde y el vicealcalde duran cuatro años en sus funciones, y en el caso del alcalde, tiene la opción de reelección inmediata o sucesiva. El alcalde es el máximo representante de la municipalidad y tiene voto dirimente en el concejo cantonal, mientras que el vicealcalde realiza las funciones del alcalde de modo suplente mientras no pueda ejercer sus funciones el alcalde titular.
El alcalde cuenta con su propio gabinete de administración municipal mediante múltiples direcciones de nivel de asesoría, de apoyo y operativo. Los encargados de aquellas direcciones municipales son designados por el propio alcalde. Actualmente el alcalde de Quero es Pablo Velasco, elegido para el periodo 2023 - 2027.

### Consejo cantonal
El poder legislativo de la ciudad es ejercido por el Concejo Cantonal de Quero el cual es un pequeño parlamento unicameral que se constituye al igual que en los demás cantones mediante la disposición del artículo 253 de la Constitución Política Nacional. De acuerdo a lo establecido en la ley, la cantidad de miembros del concejo representa proporcionalmente a la población del cantón.
Quero posee 5 concejales, los cuales son elegidos mediante sufragio (Sistema D'Hondt) y duran en sus funciones cuatro años pudiendo ser reelegidos indefinidamente. De los cinco ediles, 4 representan a la población urbana mientras que uno representa a las 2 parroquias rurales. El alcalde y el vicealcalde presiden el concejo en sus sesiones. Al recién instalarse el concejo cantonal por primera vez los miembros eligen de entre ellos un designado para el cargo de vicealcalde de la ciudad.